# Worshipful Company of Shipwrights

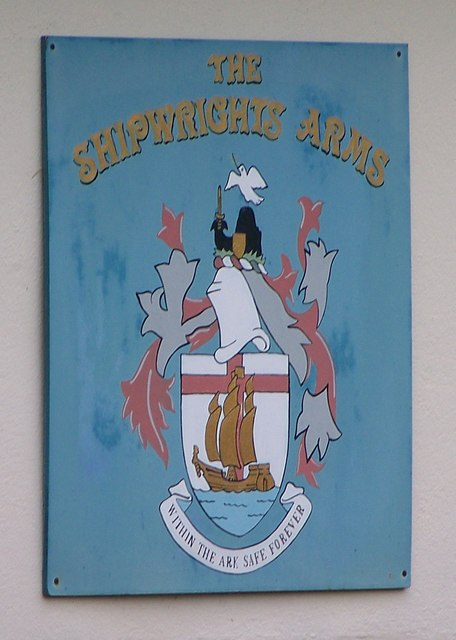
Zunftwappen zu Schiffsbauer der Stadt London

Die Worshipful Company of Shipwrights (auch kurz: Shipwrights’ Company) ist der Berufsverband (Livery Company) der Schiffsbauer (Ahd. Zunft zu Schiffleuten) der City of London. Die einer Zunft ähnliche Vereinigung existiert seit vor 1199. In der Rangfolge der Londoner Livery Companies steht sie an 59. Stelle.

## Geschichte
Über die Anfänge einer Schiffsbauervereinigung ist nur wenig überliefert; es ist jedoch 1199 eine solche Vereinigung nachweisbar, auch wenn erst im 13. Jahrhundert die ersten schriftlichen Nachweise zum Londoner Schiffsbau existieren. Die Pest, welche im Spätmittelalter auch unter den Schiffsbauern wütete, verhinderte die offizielle Anerkennung dieser Organisation, da sich die überlebenden Schiffsbauer nicht stark genug für diesen Status fühlten. Daher, und weil der Londoner Schiffsbau nie ausschließlich im Bereich der Marktmeilen angesiedelt war, wurde diese Zunft (bis heute) nie durch eine Royal Charter bestätigt, was diese Gesellschaft von anderen dieser Art unterscheidet.
Dennoch nahm der Schiffsbau in London besonders unter den Tudors stetig zu, in dieser Zeit errichtete die Krone eigene Werften, sogenannte „Royal Dockyards“, welche flussabwärts an der Themse gelegen waren und setzte für diese Verwalter ein, die sich 1612 zur Gesellschaft der „Master, Wardens, and Commonalty of the Art or Mystery of Shipwrights of Redriff (heute Rotherhithe) in the County of Surrey“ zusammenschlossen und Phineas Pett zu ihrem ersten Meister ernannten. Da diese Gesellschaft eine Royal Charter erhalten hatte, kam es zu einem juristischen Streit zwischen den beiden Vereinigungen um das Schiffsbaumonopol in England. Dieser Streit wurde 1684 durch Rücknahme der Royal Charter beendet.
Da die Gesellschaft keine der anerkannten Livery Companies war, konnten noch lange Zeit danach Mitglieder der Zunft kein Londoner Bürgerrecht erlangen. Die Anerkennung erhielt sie erst 1782, was darum teilweise als Gründungsjahr der Korporation gesehen wird. Sie verlor an Einfluss, als der Holzschiffbau zugunsten des Baus von Stahlschiffen zurückging. Dennoch ist diese Zunft eng mit der königlichen Familie verbunden, die einige Mitglieder stellen konnte und bis heute stellt. Die britische Königin Elisabeth II. war und Charles III. ist Patronin der Zunft.

## Ziele
Die Worshipful Company of Shipwrights verfolgt laut eigenen Angaben die Ziele, das traditionelle Handwerk in der City of London sowie das traditionelle Marine- und Schiffbauwesen zu fördern und ein Forum für den Austausch darüber zu bieten. Dazu werden auch verschiedene Bildungsprogramme und Wohltätigkeitsveranstaltungen durchgeführt.:

## Interne Organisation
Mangels einer Königlichen Satzung konstituiert sich die Worshipful Company of Shipwrights durch so genannte Ordinances, welche 1482 das erste Mal erschienen. Diese wurden im Jahr 1990 grundlegend überarbeitet. Die Überarbeitung wurde 1992 angenommen und bildet seither die Grundlage für die Tätigkeiten der Worshipful Company.
Die Korporation wird von einem sogenannten Court of Assistants geleitet. In diesem Gremium hat der Permanent Master (zurzeit Charles III.) die Leitung inne, sein Stellvertreter trägt den Titel des Prime Warden (zurzeit Deputy Douglas Barrow). Die übrigen Mitglieder in dem Gremium sind vier Wardens, 25 Assistants und alle ehemaligen Prime Wardens.
Die exekutive Leitung hat ein anderes Gremium inne, das sogenannte Wardens Committee. Dieses Gremium besteht aus dem derzeitigen Prime Warden, den derzeitigen Warden, den beiden letzten Prime Warden und dem Schatzmeister. Dieses Komitee hat Ausschüsse, einen für Bildung und Wohltätigkeit und einen für Finanzen. Es tagt im Gegensatz zum Court of Assistants, welcher fünf Mal jährlich zusammentritt, viermal im Jahr.
Die Zunft unterhält zwei Kontoristen, einen davon in Vollzeit.

## Bedeutende Mitglieder
- Charles III., Permanent Master[6], zuvor ab 2011 Prime Warden[7]
- Anthony, Baron Clarke of Stone-cum-Ebony, Altzunftmeister (Past Prime Warden)[6]
- Jeffrey, 4. Baron Mountevans, Altzunftmeister (Past Prime Warden) und Lord Mayor of London.